# سیارک ۲۰۹۶۱
سیارک ۲۰۹۶۱ (به انگلیسی: 20961 Arkesilaos، نامگذاری:1973SS1) بیست هزار و نهصد و شصت و یکمین سیارک کشف شده‌است که در ۱۹ سپتامبر ۱۹۷۳ کشف شد.
قدر مطلق سیارک برابر ۱۱٫۷۰ است.